# Crnići
Crnići es un pueblo perteneciente al municipio de Kreševo, en el cantón de Bosnia Central, Bosnia y Herzegovina.

## Superficie
Cuenta con una superficie de 8,93 kilómetros cuadrados.

## Demografía
Hasta 2013 la población era de 328 habitantes, con una densidad de población de  habitantes por 36,7 kilómetro cuadrado.
| Gráfica de evolución demográfica de Crnići entre 1961 y 2013       |
|                                                                    |
| Datos según Population statistics of Eastern Europe & former USSR. |